# Лахколампи
Лахкола́мпи (карел. Lahkolambi, фин. Lahkolampi) — посёлок в Суоярвском районе Республики Карелия, в составе Найстенъярвского сельского поселения.

## Общие сведения
Название переводится с карельского языка, как «lahko» — изломанный, «lambi» — лесное озеро.
Посёлок расположен в 46 км к северу от города Суоярви. Через посёлок проходит автодорога Суоярви—Поросозеро.
В советское время — крупнейший леспромхоз Карельской АССР.
В посёлке сохраняется братская могила советских воинов, погибших в годы Советско-финской войны (1941—1944).

## Население
| 2002 | 2009  | 2010 | 2013 |
| ---- | ----- | ---- | ---- |
| 1254 | ↘1073 | ↘906 | ↘857 |

## Инфраструктура
- Отделение Сбербанка[5],
- Отделение Почты России[6],
- Средняя школа[7],
- Дом культуры,
- Лесозаготовительный пункт[8]
- ООО «Охотничье хозяйство Лахколампи»[9]
- Железнодорожная станция Лахколамен Петрозаводского отделения Октябрьской железной дороги
- 36 улиц[10]